# 阿部斉
阿部 齊（あべ ひとし、1933年6月28日 - 2004年9月12日）は、日本の政治学者。専門は、政治学、アメリカ政治。放送大学名誉教授。アメリカ学会会長。東京都出身。

## 人物・経歴
1957年東京大学法学部卒業。東京大学大学院社会科学研究科博士課程修了（法学博士）。東京大学で辻清明に師事。
1964年から成蹊大学。その後成蹊大学法学部教授、筑波大学社会科学系教授、放送大学教養学部教授を歴任。1996年から1998年までアメリカ学会会長、2001年から2004年まで放送大学附属図書館長。2004年3月に放送大学を定年退職。同年アメリカ学会名誉会員。同年脳出血のため松戸市の病院で死去。
アメリカ政治、日本の地方自治研究を主な研究対象とした論文、著作を発表。松戸市議会議員の中田京は妻。

## 著書

### 単著
- 『民主主義と公共の概念――アメリカ民主主義の史的展開』（勁草書房, 1966年）
- 『アメリカの民主政治――その伝統と現実』（東京大学出版会, 1972年）
- 『デモクラシーの論理』（岩波書店, 1973年）
- 『アメリカ大統領』（三省堂, 1984年）
- 『現代政治理論』（放送大学教育振興会, 1985年）
- 『アメリカ現代政治』（東京大学出版会, 1986年）
- 『政治学入門』（放送大学教育振興会, 1988年）
- 『現代政治と政治学』（岩波書店, 1989年）
- 『日本の地方自治』（放送大学教育振興会, 1990年）
- 『概説現代政治の理論』（東京大学出版会, 1991年）
- 『現代の政治過程』（放送大学教育振興会, 1991年）
- 『政治学入門』（岩波書店, 1996年）

### 共著
- （有賀弘・斎藤眞）『政治――個人と統合』（東京大学出版会, 1967年、第2版1994年）
- （新藤宗幸・川人貞史）『日本の政治』（放送大学教育振興会, 1986年）
- （新藤宗幸・川人貞史）『概説現代日本の政治』（東京大学出版会, 1990年）

The Government and Politics of Japan, with Muneyuki Shindo and Sadafumi Kawato, trans. by James W. White, (University of Tokyo Press, 1994).
- （新藤宗幸）『現代日本の政治』（放送大学教育振興会, 1990年）
- （五十嵐武士）『アメリカ現代政治の分析』（東京大学出版会, 1991年）
- （中野勝郎）『政治学入門』（放送大学教育振興会, 1992年）
- （中野勝郎）『アメリカの政治』（放送大学教育振興会, 1993年）
- （久保文明・川出良枝）『政治学入門』（放送大学教育振興会, 1996年）
- （新藤宗幸）『概説日本の地方自治』（東京大学出版会, 1997年、第2版2006年）
- （久保文明）『現代アメリカの政治』（放送大学教育振興会, 1997年）
- （加藤普章・久保文明）『北アメリカ――アメリカ カナダ』（自由国民社, 1999年）

### 編著
- 『アメリカの政治――内政のしくみと外交関係』（弘文堂, 1992年）
- 『変動する日本社会』（放送大学教育振興会, 1993年）
- 『現代日本の地方自治』（放送大学教育振興会, 1999年）

### 共編著
- （内田満）『現代政治学小辞典』（有斐閣, 1978年）
- （有賀弘・本間長世・五十嵐武士）『アメリカ独立革命――伝統の形成』（東京大学出版会, 1982年）
- （有賀弘）『世紀転換期のアメリカ――伝統と革新』（東京大学出版会, 1982年）
- （寄本勝美）『地方自治の現代用語』（学陽書房, 1988年）
- （高橋和夫）『国際関係論』（放送大学教育振興会, 1997年）
- （五十嵐武士）『アメリカ研究案内』（東京大学出版会, 1998年）
- （内田満・高柳先男）『現代政治学小辞典［新版］』（有斐閣, 1999年）
- （久保文明・山岡龍一）『政治学入門』（放送大学教育振興会, 2000年）
- （久保文明）『現代アメリカの政治』（放送大学教育振興会, 2002年）
- （天川晃・澤井勝）『日本の地方自治――その現実と課題』（放送大学教育振興会, 2002年）
- （山内久明・柏倉康夫）『表象としての日本――西洋人の見た日本文化』（放送大学教育振興会, 2004年）

### 訳書
- ハンナ・アーレント『暗い時代の人々』（河出書房新社, 1972年、新版1986年、1995年／ちくま学芸文庫, 2005年）
- H・L・ウイレンスキー『組織のインテリジェンス――政策決定における知識の役割』（ダイヤモンド社, 1972年）
- ネイサン・グレイザー/ダニエル・P・モイニハン『人種のるつぼを越えて――多民族社会アメリカ』（南雲堂, 1986年）
- ジョン・ハイアム『自由の女神のもとへ――移民とエスニシティ』（平凡社, 1994年）